# Umkirch
Umkirch è un comune tedesco di 5 408 abitanti, situato nel land del Baden-Württemberg.